# Ilūkste
Ilūkste er beliggende i Daugavpils distrikt i det sydøstlige Letland og fik byrettigheder i 1917. Byen ligger ved floden af samme navn. Før Letlands selvstændighed i 1918 var byen også kendt på sit tyske navn Illuxt.